# Deltadienst
De Deltadienst was een bouwdienst van de Rijkswaterstaat, die in het leven is geroepen na de watersnood van 1953. Een van de eerste diensthoofden was Ir. P.Ph. Jansen. Op 3 oktober 1986 - één dag voor de opening van de Oosterschelde Stormvloedkering - is de dienst opgeheven.

## Doel
Voor de uitvoering van het Deltaplan in Zuidwest-Nederland was bundeling van vele soorten kennis noodzakelijk. Om deze bundeling in goede banen te leiden is de Deltadienst in het leven geroepen.
Het is een van de grootste en meest complexe diensten geweest die binnen Rijkswaterstaat heeft gefunctioneerd. Aan de ene kant moesten namelijke algemene uitgangspunten worden vertaald in civieltechnische constructies, terwijl aan de andere kant de politieke en financiële situatie in de ruim 30 jaar totaal veranderde. Een goed voorbeeld van deze veranderende situatie is het afblazen van het plan om de oosterschelde af te dammen en in plaats daarvan een doorlaatbare stormvloedkering te bouwen.

## Geschiedenis
Na de stormvloed van 1 februari 1953 werd al het beschikbare potentieel uit de Rijkswaterstaat, de Dienst der Zuiderzeewerken en de provinciale Waterstaatsdiensten, de waterschappen en de aannemerij gemobiliseerd voor het dijkherstel. De algehele coördinatie kwam te liggen bij de hoofdingenieur-directeur in de directie Benedenrivieren als hoofd van de Dienst Coördinatie Dijkherstel. Het herstel op Schouwen Duiveland kwam te liggen bij de Dienst der Zuiderzeewerken en het herstel in overig Zeeland bij de Dienst Dijkherstel Zeeland.
Al in 1955 kondigde minister Algera aan dat nadat de Deltawet zou zijn aangenomen, de uitvoering van de Deltawerken zou worden opgedragen aan een speciale Dienst Deltawerken. Daaronder zouden ressorteren:
- Benedenrivieren
- Werken-Zuid met daarin het Technisch Bureau der Domeinen voor wat betreft het Drie-eilandenplan
- Werken-Noord
- Verspreide werken zoals wellicht de afsluiting van de Lauwerszee

De formele realisering van de organisatie zou moeten wachten tot de Deltawet door het parlement was. (Deze wet zou uiteindelijk op 8 mei 1958 in het Staatsblad verschijnen (Stbl. 246).)
De werkzaamheden aan het Deltaplan waren al in 1955 van start gegaan. De organisatie heette aanvankelijk Dienst Deltawerken in oprichting en betrok personeel van de directies Benedenrivieren en Landaanwinningswerken (de nieuwe naam van het Technisch Bureau der Domeinen). De laatste dienst had in 1952 de Braakman afgesloten.

### Deltadienst met daaronder directies
Op 1 april 1956 is de Deltadienst formeel opgericht. In afwijking van het aanvankelijke voornemen vond men het niet meer opportuun op de voltooiing van de behandeling van de Deltawet te wachten. Onder het hoofd van de Deltadienst kwamen drie directies te ressorteren:
- de directie Benedenrivieren
- de directie Deltawerken-Noord
- de directie Deltawerken-Zuid

Aan het hoofd van deze directies stond een hoofdingenieur-directeur en het hoofd van de Deltadienst werd aangeduid met hoofd van dienst (overigens ook met de rang van hoofdingenieur-directeur. Daarmee ontstond een situatie vergelijkbaar met die bij de Dienst der Zuiderzeewerken, waar ook een hoofd van dienst was met daaronder hoofdingenieurs-directeuren.
Het eerste hoofd van dienst werd de zittende hoofdingenieur-directeur van Benedenrivieren - ir. J.W. de Vries - die een maand later met pensioen ging. Kennelijk moesten enkele gevoeligheden hiermee gladgestreken worden. Hij werd opgevolgd door de vermaarde prof.ir. P.Ph. Jansen, die langdurig het gezicht van de Deltadienst zou zijn.

#### Deltawerken-Noord
De directie Deltawerken-Noord was van 1 april 1956 tot 1 juni 1964 belast met de uitvoering van de Deltawerken in het Haringvliet en het Volkerak. In die periode werd gewerkt aan:
- de Haringvlietsluizen begonnen in 1958, voltooid in 1966
- de Hellegatsdam als onderdeel van de Volkerakdam

In 1964 werd deze directie samengevoegd met de directie Deltawerken-Zuid tot de directie Afsluitingswerken.

#### Deltawerken-Zuid
De directie Deltawerken-Zuid was - binnen de Deltadienst - belast met de uitvoering van de afsluitingswerken in het zuidelijk deel van het Deltaplan. De dienst werd grotendeels bemenst met het in Zeeland werkzame deel van de directie Landaanwinningswerken.
De directie voerde de volgende werken uit:
- de Zandkreekdam (tussen Noord- en Zuid-Beveland) voltooid in 1960
- de Veerse Gatdam (tussen Walcheren en Noord-Beveland) voltooid in 1961
- de Grevelingendam (tussen Schouwen-Duiveland en Goeree-Overflakkee) voltooid in 1965

Op 1 juni 1964 werden de directies Deltawerken-Noord en Deltawerken Zuid samengevoegd tot de directie Afsluitingswerken.

#### Afsluitingswerken
Van 1 juni 1964 tot 1 jan 1967 was deze directie - binnen de Deltadienst - belast met de uitvoering van de afsluitingswerken. In die periode werd gewerkt aan:
- de Volkerakdam (tussen het Volkerak en het Hollands Diep) voltooid in 1969 en de Volkeraksluizen (voltooid in 1967)
- de Haringvlietdam (tussen Voorne-Putten en Goeree-Overflakkee) begonnen in 1966, voltooid in 1971
- de Brouwersdam tussen (Schouwen-Duiveland en Goeree-Overflakkee) voltooid in 1971

Vanaf 1967 bestond er binnen de Deltadienst nog slechts één afzonderlijke directie, de directie Benedenrivieren. Nadat op 1 augustus 1969 de zittende hoofdingenieur-directeur van de directie Benedenrivieren bevorderd werd tot hoofd van de Deltadienst werd de positie van Benedenrivieren weer een gewone directie rechtstreeks onder de directeur-generaal van de Rijkswaterstaat.

### Deltadienst sec
Behalve de bovenvermelde uitvoeringsdirecties behoorde tot de Deltadienst ook een Centrale organisatie en de Waterloopkundige Afdeling. De Waterloopkundige Afdeling was verantwoordelijk voor de aansturing van al het onderzoek dat nodig was voor het ontwerp en de uitvoering van de werken. Het daadwerkelijke onderzoek werd grotendeels uitgevoerd bij het Waterloopkundig Laboratorium en het Laboratorium voor Grondmechanica, beide later opgegaan in Deltares. 
Nadat de uitvoeringsdirecties waren opgeheven werd nog gewerkt aan:
- de Markiezaatskade
- de Oesterdam
- de Oosterscheldekering

Een dag na de opening van de laatste - 3 oktober 1986 - is de Deltadienst opgeheven. Teneinde de opgebouwde kennis zo veel mogelijk in tact te houden werd de kern van de uitvoeringsorganisatie van de Oosterscheldekering als Hoofdafdeling Waterbouwkunde toegevoegd aan de directie Sluizen & Stuwen en vormde samen de basis van de latere Bouwdienst Rijkswaterstaat.